# William Dray
William Herbert Dray (Montreal, 23 de junho de 1921 - Toronto, 6 de agosto de 2009) foi um filósofo e teórico da história canadense. 

## Biografia
W. H. Dray era filho de William John Dray e Florence Edith Dray. Após servir as Forças Armadas do Canadá na Segunda Guerra Mundial, Dray estudou história na Universidade de Toronto. Concluiu o seu doutoramento em 1956, na Universidade de Oxford. De 1953 a 1968, lecionou na Universidade de Toronto. Subsequentemente, seria professor na Trent University, e, de 1976 a 1986, na Universidade de Ottawa. As contribuições mais significativas de Dray situam-se no campo da filosofia analítica da história e das ciências sociais. Dray destacou-se como um crítico das tendências positivistas, tendo enfatizado que os modelos explicativos das ciências naturais são insuficientes nas ciências humanas.

## Obra
- 1957 - (Laws and Explanation in History)
- 1964 - (Philosophy of History)
- 1966 - (Philosophical Analysis and History)
- 1980 - (Perspectives on History)
- 1989 - (On history and philosophers of history)
- 1991 - (Objectivity, Method, and Point of View: Essays in the Philosophy of History)
- 1995 - (History as Re-Enactment: R. G. Collingwood's Idea of History)